# James Read
James Christopher Read (Buffalo, 31 luglio 1953) è un attore statunitense.

## Biografia
Negli anni ottanta ha acquisito popolarità per il ruolo di Murphy Michaels nella serie televisiva Mai dire sì.
Ha interpretato il ruolo di George Hazard nelle tre miniserie Nord e Sud (1985), Nord e Sud II (1986) e Heaven & Hell: North & South, Book III (1994).
Ha preso parte alle serie Wildfire, nel quale interpreta il ruolo del cinico e ricco Ken Davis, e Streghe, nel quale interpreta il ruolo di Victor Bennett, padre delle tre streghe protagoniste. Dal 2014 entra a far parte del cast della soap opera Il tempo della nostra vita, nel ruolo di Clyde Weston, restando nel ruolo fino al 2024.

## Vita privata
Read si è sposato nel 1988 con l'avvocatessa ed ex attrice televisiva Wendy Kilbourne da cui ha avuto 2 figli.

## Filmografia parziale

### Cinema
- Spiagge (Beaches), regia di Garry Marshall (1988)
- Il grande orso (Walking Thunder), regia di Craig Clyde (1997)
- La rivincita delle bionde (Legally Blonde), regia di Robert Luketic (2001)
- Sballati d'amore (A Lot Like Love), regia di Nigel Cole (2005)

### Televisione
- Mai dire sì (Remington Steele) – serie TV, 22 episodi (1983)
- Colombo (Columbo) – serie TV, episodio 9x05 (1990)
- Star Trek: Voyager – serie TV, episodi 7x16-7x17 (2001)
- Wildfire – serie TV, 34 episodi (2005-2008)
- Streghe (Charmed) – serie TV, 15 episodi (2001-2006)
- Castle – serie TV, episodio 4x05 (2011)
- Il tempo della nostra vita (Days of Our Lives) – serial TV (2014-2024)
- NCIS - Unità anticrimine (NCIS) – serie TV, episodio 15x12 (2018)

## Doppiatori italiani
Nelle versioni in italiano delle opere in cui ha recitato, James Read è stato doppiato da:
- Massimo Rinaldi in Colombo, Castle
- Giorgio Melazzi in Mai dire sì
- Maurizio Fardo in Spiagge
- Gianni Giuliano in Streghe
- Massimo Rossi in Wildfire
- Luigi La Monica in Cold Case - Delitti irrisolti
- Michele Kalamera in Persone sconosciute
- Sergio Di Giulio in CSI: NY
- Roberto Fidecaro in NCIS - Unità anticrimine
- Raffaele Palmieri in Malcolm
- Massimo Rossi in Bosch: L'eredità
- Toni Garrani in Station 19